# Den Nationale Fotosamling

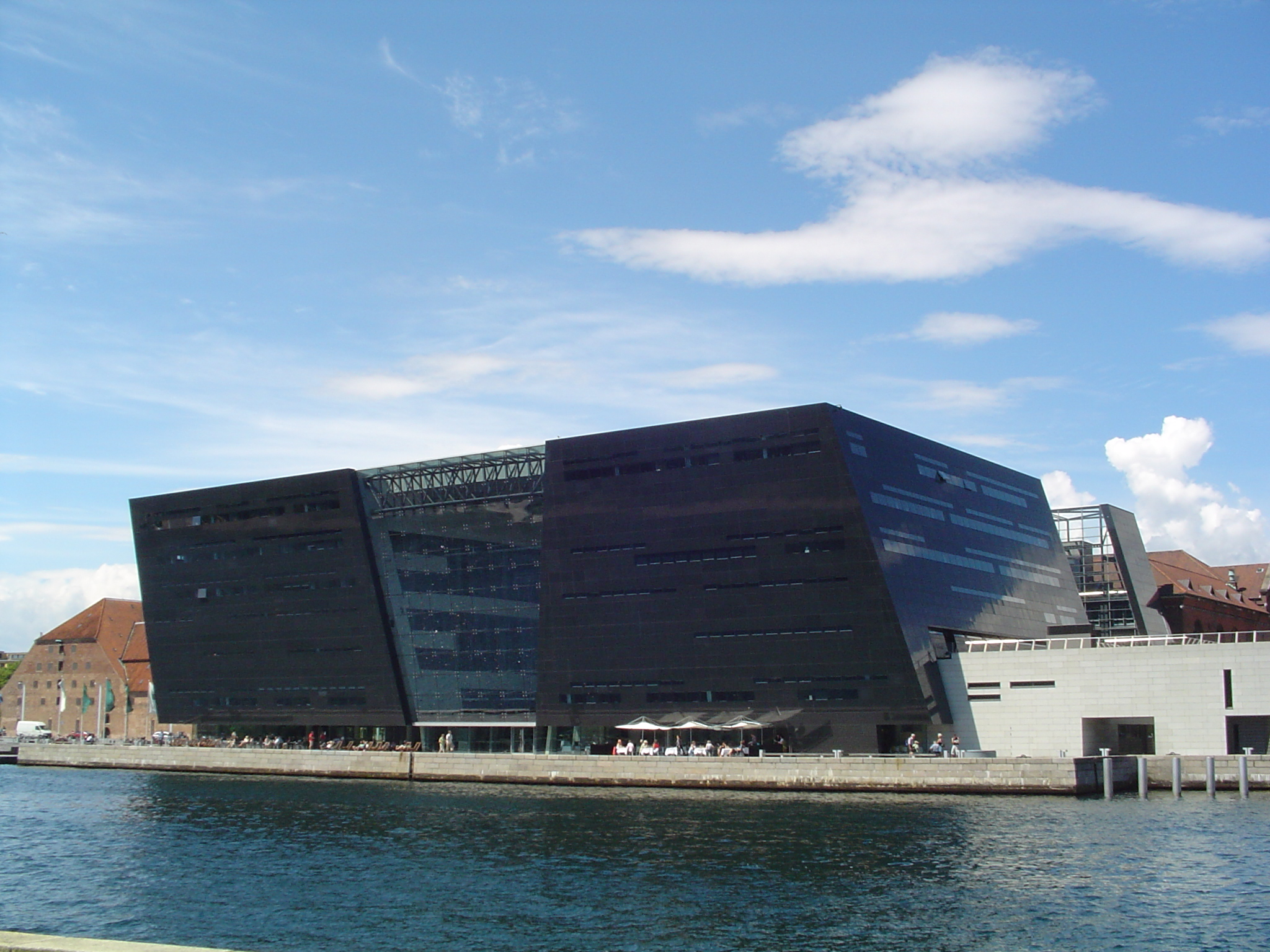
Dánská královská knihovna má ve sbírkách téměř 18 milionů fotografií

Národní muzeum fotografie (Den Nationale Fotosamling) se nachází v Černém diamantu, moderní nábřežní přístavbě Královské dánské knihovny v Kodani.

## Historie
Národní muzeum fotografie, založené v roce 1996, se po dokončení Černého diamantu v roce 1999 přestěhovalo do svých současných prostor. Muzeum však vychází ze sbírek Královské knihovny.
Od vynálezu fotografie v roce 1839 jsou fotografie součástí sbírek Královské knihovny. Prvními předměty sbírky byly fotografie vlepené do tištěných knih. Později díky darům a akvizicím vznikla sbírka jednotlivých fotografií. V roce 1902 byla sbírka začleněna do tehdy nově vzniklého oddělení map a obrazů. Od počátku 50. let 20. století zesílily snahy o vybudování ucelené fotografické sbírky a sbírka se pod vedením Bjørna Ochnera, prvního dánského fotohistorika, nesmírně rozrostla. Dnes sbírka Královské knihovny obsahuje kolem osmnácti milionů fotografií.
Fotografie, které mají zvláštní historický nebo umělecký význam, nyní tvoří základ muzea.

## Sbírky
Sbírky muzea, sestávající z přibližně 100 000 fotografií, pokrývají dánskou a mezinárodní fotografii od jejího vynálezu v roce 1839 až po současnost. Zvláště dobře je zastoupena průkopnická fotografie z 19. století. Sbírka daguerrotypií je největší ve Skandinávii.

## Výstavy
Expozice muzea jsou většinou založeny na jeho sbírce, která je často doplňována zápůjčkami od umělců nebo jiných institucí. Výstavy mohou vycházet z tématu, žánru, místa, konkrétního fotografa nebo jsou aspekty sbírky zvýrazněny prostřednictvím zápůjček od umělců či institucí doma i v zahraničí.